# ATP2B4
La ATPasa 4 transportadora de calcio de la membrana plasmática es una enzima que en los humanos está codificada por el gen ATP2B4.  
La proteína codificada por este gen pertenece a la familia de ATPasas de transporte de iones primarios de tipo P caracterizadas por la formación de un intermedio de aspartil fosfato durante el ciclo de reacción. Estas enzimas eliminan iones de calcio bivalentes de las células eucariotas frente a gradientes de concentración muy grandes y desempeñan un papel fundamental en la homeostasis del calcio intracelular. Las isoformas de ATPasa de calcio de la membrana plasmática de los mamíferos están codificadas por al menos cuatro genes separados y la diversidad de estas enzimas aumenta aún más mediante el corte y empalme alternativo de las transcripciones. La expresión de diferentes isoformas y variantes de empalme se regula de una manera específica del desarrollo, del tejido y del tipo de célula, lo que sugiere que estas bombas están funcionalmente adaptadas a las necesidades fisiológicas de células y tejidos particulares. Este gen codifica la isoforma 4 de la ATPasa de calcio de la membrana plasmática. Se han identificado variantes de transcripción empalmadas alternativamente que codifican diferentes isoformas. 

## Interacciones
Se ha demostrado que ATP2B4 interactúa con CASK. 

## Otras lecturas
- Møller JV, Juul B, le Maire M (May 1996). «Structural organization, ion transport, and energy transduction of P-type ATPases». Biochimica et Biophysica Acta (BBA) - Reviews on Biomembranes 1286 (1): 1-51. PMID 8634322. doi:10.1016/0304-4157(95)00017-8.
- Strehler EE, Zacharias DA (January 2001). «Role of alternative splicing in generating isoform diversity among plasma membrane calcium pumps». Physiological Reviews 81 (1): 21-50. PMID 11152753. S2CID 9062253. doi:10.1152/physrev.2001.81.1.21.
- Strehler EE, Treiman M (May 2004). «Calcium pumps of plasma membrane and cell interior». Current Molecular Medicine 4 (3): 323-35. PMID 15101689. doi:10.2174/1566524043360735.
- Heim R, Hug M, Iwata T, Strehler EE, Carafoli E (April 1992). «Microdiversity of human-plasma-membrane calcium-pump isoform 2 generated by alternative RNA splicing in the N-terminal coding region». European Journal of Biochemistry 205 (1): 333-40. PMID 1313367. doi:10.1111/j.1432-1033.1992.tb16784.x.
- Brandt P, Neve RL, Kammesheidt A, Rhoads RE, Vanaman TC (March 1992). «Analysis of the tissue-specific distribution of mRNAs encoding the plasma membrane calcium-pumping ATPases and characterization of an alternately spliced form of PMCA4 at the cDNA and genomic levels». The Journal of Biological Chemistry 267 (7): 4376-85. PMID 1531651. doi:10.1016/S0021-9258(18)42846-3.
- Strehler EE, James P, Fischer R, Heim R, Vorherr T, Filoteo AG, Penniston JT, Carafoli E (February 1990). «Peptide sequence analysis and molecular cloning reveal two calcium pump isoforms in the human erythrocyte membrane». The Journal of Biological Chemistry 265 (5): 2835-42. PMID 2137451. doi:10.1016/S0021-9258(19)39877-1.
- James P, Maeda M, Fischer R, Verma AK, Krebs J, Penniston JT, Carafoli E (February 1988). «Identification and primary structure of a calmodulin binding domain of the Ca2+ pump of human erythrocytes». The Journal of Biological Chemistry 263 (6): 2905-10. PMID 2963820. doi:10.1016/S0021-9258(18)69154-9.
- Brandt P, Zurini M, Neve RL, Rhoads RE, Vanaman TC (May 1988). «A C-terminal, calmodulin-like regulatory domain from the plasma membrane Ca2+-pumping ATPase». Proceedings of the National Academy of Sciences of the United States of America 85 (9): 2914-8. Bibcode:1988PNAS...85.2914B. PMC 280113. PMID 2966397. doi:10.1073/pnas.85.9.2914.
- Howard A, Barley NF, Legon S, Walters JR (October 1994). «Plasma-membrane calcium-pump isoforms in human and rat liver». The Biochemical Journal. 303 ( Pt 1) (Pt 1): 275-9. PMC 1137587. PMID 7945253. doi:10.1042/bj3030275.
- Stauffer TP, Hilfiker H, Carafoli E, Strehler EE (December 1994). «Quantitative analysis of alternative splicing options of human plasma membrane calcium pump genes». The Journal of Biological Chemistry 269 (50): 32022. PMID 7989379. doi:10.1016/S0021-9258(18)31797-6.
- Stauffer TP, Hilfiker H, Carafoli E, Strehler EE (December 1993). «Quantitative analysis of alternative splicing options of human plasma membrane calcium pump genes». The Journal of Biological Chemistry 268 (34): 25993-6003. PMID 8245032. doi:10.1016/S0021-9258(19)74484-6.
- Váradi A, Molnár E, Ashcroft SJ (March 1996). «A unique combination of plasma membrane Ca2+-ATPase isoforms is expressed in islets of Langerhans and pancreatic beta-cell lines». The Biochemical Journal. 314 ( Pt 2) (Pt 2): 663-9. PMC 1217098. PMID 8670083. doi:10.1042/bj3140663.
- Santiago-García J, Mas-Oliva J, Saavedra D, Zarain-Herzberg A (February 1996). «Analysis of mRNA expression and cloning of a novel plasma membrane Ca(2+)-ATPase splice variant in human heart». Molecular and Cellular Biochemistry 155 (2): 173-82. PMID 8700162. S2CID 33539531. doi:10.1007/BF00229314.
- Zacharias DA, DeMarco SJ, Strehler EE (April 1997). «mRNA expression of the four isoforms of the human plasma membrane Ca(2+)-ATPase in the human hippocampus». Brain Research. Molecular Brain Research 45 (1): 173-6. PMID 9105688. doi:10.1016/S0169-328X(97)00009-0.
- Dean WL, Chen D, Brandt PC, Vanaman TC (June 1997). «Regulation of platelet plasma membrane Ca2+-ATPase by cAMP-dependent and tyrosine phosphorylation». The Journal of Biological Chemistry 272 (24): 15113-9. PMID 9182531. doi:10.1074/jbc.272.24.15113.
- Kim E, DeMarco SJ, Marfatia SM, Chishti AH, Sheng M, Strehler EE (January 1998). «Plasma membrane Ca2+ ATPase isoform 4b binds to membrane-associated guanylate kinase (MAGUK) proteins via their PDZ (PSD-95/Dlg/ZO-1) domains». The Journal of Biological Chemistry 273 (3): 1591-5. PMID 9430700. doi:10.1074/jbc.273.3.1591.
- Guerini D, García-Martin E, Gerber A, Volbracht C, Leist M, Merino CG, Carafoli E (January 1999). «The expression of plasma membrane Ca2+ pump isoforms in cerebellar granule neurons is modulated by Ca2+». The Journal of Biological Chemistry 274 (3): 1667-76. PMID 9880546. doi:10.1074/jbc.274.3.1667.
- Rosado JA, Sage SO (June 2000). «Regulation of plasma membrane Ca2+-ATPase by small GTPases and phosphoinositides in human platelets». The Journal of Biological Chemistry 275 (26): 19529-35. PMID 10748016. doi:10.1074/jbc.M001319200.

- Datos: Q17833493